# The Reverend Horton Heat
The Reverend Horton Heat er et amerikansk band, der blev dannet i 1985. The Reverend Horton Heat er en Texas-trio som primært spiller rock.

## Diskografi
| 1990                                    | Smoke 'Em If You Got 'Em - Release date: November 1, 1990 - Label: Sub Pop                                 | —   | —  | —  |
| 1993                                    | The Full-Custom Gospel Sounds of the Reverend Horton Heat - Release date: April 20, 1993 - Label: Sub Pop  | —   | —  | —  |
| 1994                                    | Liquor in the Front - Release date: July 5, 1994 - Label: Sub Pop/Interscope Records                       | —   | —  | —  |
| 1996                                    | It's Martini Time - Release date: July 2, 1996 - Label: Interscope Records                                 | 156 | —  | —  |
| 1998                                    | Space Heater - Release date: March 24, 1998 - Label: Interscope Records                                    | 187 | —  | —  |
| 2000                                    | Spend a Night in the Box - Release date: March 21, 2000 - Label: Time Bomb Recordings                      | —   | —  | —  |
| 2002                                    | Lucky 7 - Release date: February 26, 2002 - Label: Artemis Records                                         | —   | —  | 15 |
| 2004                                    | Revival - Release date: June 29, 2004 - Label: Yep Roc Records                                             | —   | 34 | 24 |
| 2005                                    | We Three Kings - Release date: October 4, 2005 - Label: Yep Roc Records                                    | —   | —  | —  |
| 2009                                    | Laughin' & Cryin' with the Reverend Horton Heat - Release date: September 1, 2009 - Label: Yep Roc Records | —   | 14 | 44 |
| 2014                                    | Rev - Release date: January 21, 2014 - Label: Victory Records                                              | 111 | 2  | 26 |
| 2018                                    | Whole New Life - Release date: December 4, 2018 - Label: Victory Records                                   | —   | 4  | 19 |
| "—" denotes releases that did not chart | |     |    |    |